# イエ・ムラ理論
イエ・ムラ理論（いえむらりろん）とは、イエ（家）を基礎的単位として、日本の伝統的な村落社会（ムラ）の構造や論理を明らかにしようとする農村社会学の理論である。代表的な論者として、有賀喜左衛門、喜多野清一、福武直などがいる。

## 概説

### 鈴木栄太郎の自然村論
有賀らによるイエ・ムラ理論の形成の素地をなしたのが、1940年の『日本農村社会学原理』において鈴木栄太郎が唱えた自然村論である。鈴木によれば、自然村とは地縁的結合を基礎に形成された集団的、社会的関係の累積体であり、社会的な交流や生活が自足的に営まれている農村協同体である。ムラがムラである原拠は、こうした自然村による「自然的な社会的統一」が達成されている点にある。
そして、ムラは、地理的には「大字」の範囲に存立している場合が多く、近代の地方行政制度上において行政村ではなく区として位置づけられてきた単位であり、ムラは、こうした地方行政制度とは無関係に存立するものであるとされた。

### 有賀喜左衛門の家連合論
有賀喜左衛門は、柳田國男の大家族論をベースとして、イエを、労働の組織化を起源とする生活保障の単位として捉えた。さらに、イエ相互の連関にも着目し、本家分家間に形成される同族的な家連合と、地縁に基づき形成される村組的な家連合の二形態が見られることを明らかにした。そして、こうしたイエを基礎単位とし、家連合を包摂するのがムラであると考えた。
有賀の家連合論は、その後、福武直によって、同族結合、講組結合論へと発展され、両者の結合の強さを基準とした類型論が唱えられ、また、竹内利美による家連合論と村落変動論との接合など、イエ・ムラ論の理論的深化が進められた。

### 喜多野清一らの批判的研究
他方で、上述の有賀との「共同体」論争（有賀・喜多野論争）で知られる喜多野清一は、ウェーバー社会学の立場から、イエを家父長主義に基づく扶養共同体の日本的形態と見なした。
とりわけ、戦後の民主化の流れの中で、農村社会学もウェーバーやマルクスの影響を強く受けるに至り、そこでは、イエは権威主義的支配の基本形態であり、ムラは封建的な共同体であるとして批判的に論じられ、イエ・ムラの払拭こそが日本の近代化、民主化をもたらす鍵になるとされた。

### 機能集団論
70年代以降の高度経済成長のなかで、イエ・ムラ研究の焦点は、従来の同族結合に代わって、共同経営や生産組織等農家の間で形成される機能集団に当てられるようになる。機能集団論と呼ばれるそうした研究によって、新たな機能集団は、イエ・ムラから離れた農民の個々人を単位として自立的、合理的に形成されるものではなく、やはり個々のイエを基礎的単位として形成され、イエやムラの影響を強く受けていることが明らかにされた。

## 他分野への影響

### 都市の「ムラ」
イエ・ムラ理論は、日本の都市社会の解明を目指す研究に対しても大きな示唆を与えてきた。有賀自身、家連合論を都市社会に適用する試みを行なっているほか、ロナルド・ドーアの『都市の日本人』（1962年）も、東京の「町内」社会を描き出す際に、イエ・ムラ理論を援用している。さらに、以上のような研究は、都市／農村の二分法を超える地域社会学の理論形成を導くことにもなった。

### 日本社会論
さらに、イエ・ムラ理論は、一地域社会論としての枠組みを超えて、日本社会論にも影響を与えてきた。なかでも有名なのが、中根千枝による『タテ社会の人間関係』（1967年）であり、同書における中根の「家原理論」の礎石としてイエ・ムラ理論が置かれている。

## 基本文献
- 鳥越皓之『家と村の社会学』（世界思想社、1993年）

鳥越の農村、地域社会学論が中心だが、イエ・ムラ論の入門書としても読める。
- 細谷昂『現代と日本農村社会学』（東北大学出版会、1998年）

概説書。学説史の整理、および細谷自身の実証研究から、イエ・ムラ論今日の到達点を知ることができる。